# مرحبا يا أصدقاء (مسلسل)
مرحبا يا أصدقاء (بالإنجليزية: Hello Friends)‏ هو مسلسل كوميديا الموقف باللغة الهندية عُرِض لأول مرة على قناة زي تي في في 6 سبتمبر 1999. يعتبر المسلسل اقتباسا هنديا من مسلسل كوميديا الموقف الأمريكي فريندز. يحتوي المسلسل على 26 حلقة عرضت كلها في موسم واحد فقط.

## لمحة
مرحبا يا أصدقاء هو مسلسل كوميدي يدور حول ستة أصدقاء ذوي روح دعابة ومحبين للمرح وحول قصصهم ومغامراتهم.

## الممثلون والشخصيات
- سيمون سينغ في دور سانجانا (مستوحاة من مونيكا غيلر)[1][3]
- أبارنا تيلاك في دور نيشا (مستوحاة من رايتشل غرين)[1][3]
- ماريا غوريتي في دور بيني (مستوحاة من فيبي بوفيه)[4]
- سايروس برواتشا في دور سايروس (مستوحى من تشاندلر بينغ)[4]
- نيخيل شينابا في دور فيكرام (مستوحى من روس غيلر) وفي دور أكرم (في الحلقة الأخيرة)[4]
- أنيل ديمبري في دور راهول (مستوحى من جوي تريبياني)[1][3]
- كونال فيجايكار في دور العم سام[1]
- مانديرا بيدي في دور جولي
- جيوتي جاوبا
- كيشور ميرشانت
- شهزاد خان
- بهافانا بالسافار في دور كونيكا
- إيفا غروفر
- ريتوراج سينغ
- سمير سوني